# Glaucopsyche subtusimpunctata
Glaucopsyche subtusimpunctata är en fjärilsart som beskrevs av Charles Oberthür 1896. Glaucopsyche subtusimpunctata ingår i släktet Glaucopsyche och familjen juvelvingar. Inga underarter finns listade i Catalogue of Life.